# Kilian Hennessy (1907)
Pour les articles homonymes, voir Hennessy (homonymie).
Kilian Hennessy, né à Paris le 19 février 1907 et mort le 1er octobre 2010 à Lausanne en Suisse, est un homme d'affaires franco-irlandais, patriarche de la société Hennessy, productrice de cognac.

## Biographie
D'ascendance en ligne directe, à la cinquième génération, de Richard Hennessy, qui fonda Hennessy en 1765, il est le fils cadet de l'ambassadeur Jean-Patrick Hennessy, député de Charente, ambassadeur en Suisse puis ministre de l'Agriculture, et de son épouse, Marguerite fille du comte Albert de Mun.
Il est devenu président de la société dans les années 1970 et supervisa en 1971 la fusion avec les champagnes Moët et Chandon ; la société Moët Hennessy est le fruit de cette fusion. Moët Hennessy devint Moët-Hennessy Louis Vuitton lors de la création en 1987 du groupe LVMH. Kilian Hennessy siégeant au conseil d'administration du groupe jusqu'à sa mort à 103 ans. 
Il résidait régulièrement au château de Saint-Brice en Charente et à Paris.

### Famille
Hennessy se marie en premières noces avec Günnel Skogsted, dont une fille, Moira qui épouse le comte Charles René de Rochechouart de Mortemart.
De son second mariage avec Peggy de Laszlo (fille de Sir Richard Cruise (en) GCVO), il eut deux fils :
1. Gilles Hennessy (né 1949)[4]
2. Gérald Hennessy (né 1951)[5].

En 1963 il épouse en troisièmes noces Silvia Rodríguez de Rivas y Díaz de Erazo (1909 † 2001), ex-épouse du comte Henri de Castellane (1903 † 1937) ensuite du duc Boson de Talleyrand-Périgord de Valençay (1867 † 1952).
Il est le grand père de Kilian Hennessy, créateur de la marque de parfums By Kilian.